# Dinofelis
Genre
Dinofelis est un genre de tigre à dents de sabre appartenant à la tribu des Metailurini, très répandu en Europe, Asie, Afrique et Amérique du Nord. C'est un carnivore ayant vécu au Pliocène (entre −5 et −1,2 Ma). Les canines de Dinofelis ne sont pas aussi spectaculaires que celles de son cousin le Smilodon.

## Étymologie
Dinofelis vient du grec ancien « deino- », « terrible », et du latin « felis », « chat ». Son nom signifie donc « terrible félin ».

## Systématique

### Espèces
Selon BioLib (27 mars 2020) :
- Dinofelis abeli Zdansky, 1924 †
- Dinofelis aronoki Werdelin & Lewis, 2001 †
- Dinofelis barlowi (Broom, 1937) †
- Dinofelis cristata (Falconer & Cautley, 1836) †
- Dinofelis diastemata (Astre, 1929) †
- Dinofelis palaeoonca (Meade, 1945) †
- Dinofelis petteri Werdelin & Lewis, 2001 †
- Dinofelis piveateaui (Ewer, 1955) †

## Découverte
On a découvert des spécimens de Dinofelis en Europe, Asie, Amérique du Nord et Afrique.

## Paléobiologie

### Description
Dinofelis avait la taille d'une panthère. Comme beaucoup d'anciens félins, il possédait des « dents de sabre » qui étaient cependant beaucoup moins longues que celles de ses illustres cousins disparus Smilodon, Homotherium ou Eusmilus… Ce prédateur des régions boisées d'Eurasie, d'Afrique et d'Amérique, mesurait 70 cm de haut et 1,20 m de long.

## Paléoécologie

### Mode de chasse
N'étant pas taillé pour la course, Dinofelis devait se poster en embuscade pour surprendre sa proie qu'il traquait silencieusement avant de bondir sur elle pour l'abattre avec ses dents et ses griffes acérées. Ses proies étaient des animaux de petite ou moyenne taille comme les jeunes antilopes ou chevaux, des cochons, des primates comme les babouins et des hominidés comme l'australopithèque. N'étant pas parmi les plus grands prédateurs, Dinofelis, pour manger sa proie tranquillement, devait probablement la cacher dans une grotte ou la jucher dans un arbre à la façon des léopards actuels.

### Disparition
Lors du début de l'ère glaciaire, les forêts reculèrent progressivement, laissant place aux plaines et aux savanes. On suppose que Dinofelis ne pouvait plus surprendre ses proies et que, du fait de son incapacité à courir rapidement, il disparut avec son écosystème, surclassé par des concurrents plus véloces comme les lions ou les guépards.

## Dinofelisdans la culture populaire
- Dans le film Sur la terre des monstres disparus, on voit un Dinofelis chasser un australopithèque.